# میگل آنخل لوتینا
میگل آنخل لوتینا (اسپانیایی: Miguel Ángel Lotina‎؛ زادهٔ ۱۸ ژوئن ۱۹۵۷) یک مربی فوتبال اهل اسپانیا است.